# Mansueto Velasco
Mansueto Velasco (Bago, 26 juni 1972) is een voormalig Filipijns bokser. Velasco's beste prestatie was de zilveren medaille die hij behaalde op de Olympische Spelen van 1996 in de categorie lichtgewicht. Dit was de enige medaille van de Filipijnen op die Spelen. Twee jaar voor zijn prestatie op de Olympische Spelen behaalde Velasco een gouden medaille op de Aziatische Spelen van 1994. In 2000 werd Velasco gekozen als een van de beste Filipijnse sporters van het millennium.
Velasco is de tweelingbroer van Roel Velasco, die tijdens de Olympische Spelen van 1992 een bronzen medaille haalde in dezelfde gewichtscategorie.

## Resultaten op de Olympische Spelen van 1996
- Winst op Chih-Hsiu Tsai (Taiwan) RSC 1 (2:27)
- Winst op Yosvani Aguilera (Cuba) 14-5
- Winst op Hamid Berhili (Marokko) 20-10
- Winst op Rafael Lozano (Spanje) 22-10
- Verloren van Daniel Petrov (Bulgarije) 6-19; Finale

## Bron
- De Olympische database